# The West Wing – Im Zentrum der Macht/Staffel 6
Die sechste Staffel der Fernsehserie The West Wing – Im Zentrum der Macht wurde erstmals zwischen Oktober 2004 und April 2005 ausgestrahlt. In Deutschland und Österreich startete die Erstausstrahlung im Dezember 2010 auf dem Pay-TV-Sender FOX.

## Handlung
Zunächst behandelt die Staffel die Friedensverhandlungen zwischen Israel und Palästina. Am letzten Abend in Camp David feuert Präsident Bartlet aufgrund einer Meinungsverschiedenheit seinen Stabschef Leo McGarry, der folglich einen Herzinfarkt erleidet. Als seine Nachfolgerin bestimmt er Pressesprecherin C.J. Cregg. Auch die Positionen anderer Stabsmitglieder verändern sich. Während Charlie Young, bisher Persönlicher Assistent des Präsidenten, zum stellvertretenden Sonderassistenten der Stabschefin berufen wird, verlassen einige Angestellte das Weiße Haus. So kann Josh Lyman den demokratischen Abgeordneten Matt Santos von einer Präsidentschaftskandidatur überzeugen. Will Bailey und Donna Moss arbeiten derweil für den Vizepräsidenten und Präsidentschaftskandidaten Bob Russell. Bei den Vorwahlen der Republikaner zeichnet sich früh ab, dass der Senator Arnold Vinick als republikanischer Kandidat ins Rennen gehen wird. Bei den Demokraten gestaltet sich der Vorgang als weitaus schwieriger. Erst auf dem Parteitag kann sich der zunächst als Außenseiter gehandelte Santos gegen seine Konkurrenten durchsetzen und sich die Nominierung der zerstrittenen Demokratischen Partei sichern. Gleichzeitig wird bekannt, dass Leo McGarry als sein Vizepräsidentschaftskandidat antritt.

## Besetzung

### Hauptbesetzung
- Alan Alda als Arnold Vinick, republikanischer Senator und Präsidentschaftskandidat (6 Episoden)
- Stockard Channing als Abigail Bartlet, Ehefrau von Präsident Bartlet (11)
- Dulé Hill als Charlie Young, Persönlicher Assistent des Präsidenten (17)
- Allison Janney als C.J. Cregg, Pressesprecherin des Weißen Hauses (19)
- Joshua Malina als Will Bailey, Stabschef des Vizepräsidenten (20)
- Mary McCormack als Kate Harper, stellvertretende Nationale Sicherheitsberaterin (14)
- Janel Moloney als Donna Moss, Assistentin von Josh Lyman (19)
- Richard Schiff als Toby Ziegler, Kommunikationsdirektor des Weißen Hauses (20)
- John Spencer als Leo McGarry, Stabschef des Weißen Hauses (18)
- Bradley Whitford als Josh Lyman, stellvertretender Stabschef des Weißen Hauses (20)
- Jimmy Smits als Matt Santos, demokratischer Abgeordneter und Präsidentschaftskandidat (13)
- Martin Sheen als President Josiah Bartlet, Präsident der Vereinigten Staaten (19)

### Neben- und Gastbesetzung
- NiCole Robinson als Margaret, Assistentin von Leo McGarry (15 Episoden)
- Kristin Chenoweth als Annabeth Schott, stellvertretende Pressesprecherin des Weißen Hauses (13)
- Gary Cole als Vice President Bob Russell, Vizepräsident der Vereinigten Staaten (12)
- Melissa Fitzgerald als Carol Fitzpatrick, Assistentin von C.J. Cregg (10)
- Lily Tomlin als Debbie Fiderer, Sekretärin von Präsident Bartlet (10)
- Karis Campbell als Ronna Beckmann, Angestellte von Matt Santos (8)
- Evan Arnold als Ned Carlson, Angestellter von Matt Santos (6)
- Renée Estevez als Nancy, Assistentin (5)
- Tim Matheson als John Hoynes, früherer Vizepräsident der Vereinigten Staaten (5)
- Steve Ryan als Miles Hutchinson, Verteidigungsminister (5)
- Teri Polo als Helen Santos, Ehefrau von Matt Santos (5)
- Steven Culp als Jeff Haffley, republikanischer Sprecher des Repräsentantenhauses (4)
- Ed O’Neill als Eric Baker, demokratischer Gouverneur von Pennsylvania (4)
- Sam Robards als Greg Brock, Reporter (4)
- Elisabeth Moss als Zoey Bartlet, jüngste Tochter von Präsident Bartlet (4)
- Steven Eckholdt als Doug Westin, Ehefrau von Elizabeth Bartlet (3)
- Armin Mueller-Stahl als Eli Zahavy, Ministerpräsident von Israel (3)
- Makram Khoury als Nizar Farad, Vorsitzender der PLO (3)
- Mark Feuerstein als Cliff Calley, Lobbyist (3)
- Patricia Richardson als Sheila Brooks, Wahlkampfmanagerin von Arnold Vinick (2)
- Stephen Root als Bob Mayer, Redenschreiber von Arnold Vinick (2)
- Brett Cullen als Ray Sullivan, republikanischer Gouverneur von West Virginia (2)
- Matthew Del Negro als Bram Howard, Wahlkampfmitarbeiter von Matt Santos (2)
- William Duffy als Larry, Verbindungsperson zum Kongress (2)
- Peter James Smith als Ed, Verbindungsperson zum Kongress (2)
- Terry O’Quinn als Nicholas Alexander, Vorsitzender der Joint Chiefs of Staff (2)
- Mary-Louise Parker als Amy Gardner, politische Funktionärin (1)
- Annabeth Gish Elizabeth Bartlet Westin, älteste Tochter von Präsident Bartlet (1)
- Kim Webster als Ginger, Assistentin von Toby Ziegler (1)
- Anna Deavere Smith als Nancy McNally, Nationale Sicherheitsberaterin (1)
- Ron Silver als Bruno Gianelli, Wahlkampfstrage von Arnold Vinick (1)
- Roger Rees als Lord John Marbury, britischer Botschafter in den Vereinigten Staaten (1)

## Episoden
| Nr. (ges.) | Nr. (St.) | Deutscher Titel           | Originaltitel          | Erstausstrahlung USA | Deutschsprachige Erstausstrahlung (D) | Regie               | Drehbuch                                                   |
| --- | --------- | ------------------------- | ---------------------- | -------------------- | ------------------------------------- | ------------------- | ---------------------------------------------------------- |
| 111 | 1         | Camp David                | NSF Thurmont           | 20. Okt. 2004        | 13. Dez. 2010                         | Alex Graves         | John Wells                                                 |
| Israel zeigt sich gewillt, sich mit Präsident Bartlet und moderaten Palästinensern zusammenzusetzen. Sie wollen eine friedliche Lösung aushandeln, um dem neuesten Ausbruch der Kampfhandlungen zu entgegnen. Zur Überraschung vieler bedankt sich Palästina für die Einladung des Präsidenten. Donna muss sich unterdessen einer Operation unterziehen. |           |                           |                        |                      |                                       |                     |                                                            |
| 112 | 2         | Geteilter Frieden         | The Birnam Wood        | 27. Okt. 2004        | 13. Dez. 2010                         | Alex Graves         | John Wells                                                 |
| Der Präsident hat Israel und Palästina von Friedensverhandlungen in Camp David überzeugt. Leo bleibt im Weißen Haus und wartet auf einen Befehl für die Zerstörung eines Trainingscamps für Terroristen in Syrien. |           |                           |                        |                      |                                       |                     |                                                            |
| 113 | 3         | Wachablösung              | Third-Day Story        | 21. Dez. 2004        | 20. Dez. 2010                         | Christopher Misiano | Eli Attie                                                  |
| Vor der Unterzeichnung des Friedensabkommens bittet der Präsident seinen Stab darum, im Repräsentantenhaus und bei den Vereinten Nationen die nötige Unterstützung einzuholen. Während sich Josh und Toby mit dem Kongress kurzschließen, arbeitet C.J. an einer Bestätigung des UN-Sicherheitsrats. Donna kehrt ins Büro zurück und Charlie lehnt es ab, eine Schwimmprüfung zu absolvieren. |           |                           |                        |                      |                                       |                     |                                                            |
| 114 | 4         | Die Neue                  | Liftoff                | 20. Dez. 2004        | 20. Dez. 2010                         | Alex Graves         | Debora Cahn                                                |
| Die Bartlet-Regierung muss sich einen Handlungsplan zurechtlegen, als ein georgischer Gesandter ins Weiße Haus kommt und ihnen waffenfähiges Uran anbietet. Derweil ersucht Josh beim Unterstützung gegen mögliche Steuersenkungen. Dafür trifft er auch Matt Santos, einen intelligenten Abgeordneten aus Texas. |           |                           |                        |                      |                                       |                     |                                                            |
| 115 | 5         | Der Energiegipfel         | The Hubbert Peak       | 28. Dez. 2004        | 27. Dez. 2010                         | Julie Hébert        | Peter Noah                                                 |
| Josh fährt eine Geländelimousine Probe und beschädigt aus Versehen ein Hybridfahrzeug. Annabeth Schott steht nach einer Woche als neue Pressesprecherin vor ihrer ersten Pressekonferenz. Toby sorgt sich, dass sie aufgrund ihrer geringen Erfahrung noch nicht bereit sein könnte. |           |                           |                        |                      |                                       |                     |                                                            |
| 116 | 6         | Die Heimkehr des Soldaten | The Dover Test         | 24. Nov. 2004        | 27. Dez. 2010                         | Laura Innes         | Carol Flint                                                |
| Bei einem Angriff auf das Lager der Friedensmission in Israel sterben US-amerikanische Soldaten. Während das Weiße Haus mit den Folgen dieser Neuigkeit zu kämpfen hat, spricht sich der Vater eines getöteten Soldaten gegen die Mission aus. Unterdessen fügt der Abgeordnete Matt Santos einem republikanischen Gesetzentwurf Grundrechte für Patienten bei, die die demokratischen Elemente des Gesetzes aufrechterhalten. |           |                           |                        |                      |                                       |                     |                                                            |
| 117 | 7         | Mit fliegenden Fahnen     | A Change Is Gonna Come | 3. Jan. 2004         | 3. Jan. 2011                          | Vincent Misiano     | John Sacret Young, Josh Singer Handlung: John Sacret Young |
| Letzte Vorbereitungen für die China-Reise des Präsidenten werden getroffen, als er die Fahne der Unabhängigkeitsbewegung Taiwans akzeptiert. Derweil möchte der frühere Vizepräsident John Hoynes für die Präsidentschaft kandidieren, wofür er Josh anwerben möchte. |           |                           |                        |                      |                                       |                     |                                                            |
| 118 | 8         | Zaubertricks              | In the Room            | 8. Dez. 2004         | 3. Jan. 2011                          | Alex Graves         | Lawrence O’Donnell                                         |
| Auf einer Geburtstagsfeier für ein Mitglied der Präsidentenfamilie verbrennen die Zauberkünstler Penn & Teller im Weißen Haus eine US-amerikanische Flagge. An Bord der Air Force One wird der Präsident von einer paralysierenden MS-Episode getroffen. Josh wird gefragt, ob er die Präsidentschaftskampagne des Vizepräsidenten leiten möchte. |           |                           |                        |                      |                                       |                     |                                                            |
| 119 | 9         | Im Reich der Mitte        | Impact Winter          | 10. Jan. 2004        | 10. Jan. 2011                         | Lesli Linka Glatter | Debora Cahn                                                |
| Für ein Gipfeltreffen erreichen der Präsident und sein Stab chinesischen Boden, während der Präsident weiterhin an seiner Krankheit leidet. Unterdessen befindet sich ein Asteroid auf dem Weg zur Erde, weshalb sich Josh und Leo mit den möglichen Konsequenzen befassen. |           |                           |                        |                      |                                       |                     |                                                            |
| 120 | 10        | Gleichgewichtsstörungen   | Faith Based Initiative | 10. Jan. 2005        | 10. Jan. 2011                         | Christopher Misiano | Bradley Whitford                                           |
| Die Presse veröffentlicht ein unwahres Gerücht über C.J. Josh kann Santos derweil von einer Präsidentschaftskandidatur überzeugen. Bartlet kämpft gegen seine jüngste MS-Episode an. Donna beginnt ihre Arbeit im Hauptquartier des Präsidentschaftskampagne des Vizepräsidenten Bob Russell. |           |                           |                        |                      |                                       |                     |                                                            |
| 121 | 11        | Der Kampf beginnt         | Opposition Research    | 12. Jan. 2005        | 17. Jan. 2011                         | Christopher Misiano | Eli Attie                                                  |
| Josh und Santos reisen nach New Hampshire, wo sie ihr Hauptquartier für den Präsidentschaftswahlkampf einweihen wollen. Beide müssen sich noch aneinander gewöhnen, verfolgen sie für den Wahlkampf unterschiedliche Ziele. Derweil arbeiten Donna und Will gemeinsam für die Kampagne von Vizepräsident Russell. |           |                           |                        |                      |                                       |                     |                                                            |
| 122 | 12        | 365 Tage                  | 365 Days               | 19. Jan. 2005        | 17. Jan. 2011                         | Andrew Bernstein    | Mark Goffman                                               |
| Am Tag nach der Rede zur Lage der Nation sieht sich der Stab diversen Notfallsituationen konfrontiert. Kate arbeitet an einer Krisensituation in Bolivien, während sich C.J. mit Nordkorea beschäftigt. Toby konzentriert sich auf die Arbeitslosigkeit. Leo sucht nach einer Inspiration und sieht sich die vergangenen Reden zur Lage der Nation an. |           |                           |                        |                      |                                       |                     |                                                            |
| 123 | 13        | Wahlkampfstrategien       | King Corn              | 26. Jan. 2005        | 24. Jan. 2011                         | Alex Graves         | John Wells                                                 |
| Auf einer Veranstaltung von Getreidebauern im ländlichen Bundesstaat Iowa halten die Anwärter auf die Nachfolge von Präsident Bartlet Reden über die Zukunft des Getreideanbaus. Josh weiß nicht, wie er Santos im Wahlkampf helfen kann. |           |                           |                        |                      |                                       |                     |                                                            |
| 124 | 14        | Der Weckruf               | The Wake Up Call       | 14. Feb. 2005        | 24. Jan. 2011                         | Laura Innes         | Josh Singer                                                |
| Am Valentinstag schießt ein iranischer Kampfjet ein britisches Passagierflugzeug ab. Die First Lady und C.J. streiten über den Terminplan des Präsidenten. Toby und der Juraprofessor Lawrence Lessig wollen Belarus eine demokratische Verfassung bescheren. Unterdessen möchte sich niemand mit der neulich gekürten Miss Universe treffen. |           |                           |                        |                      |                                       |                     |                                                            |
| 125 | 15        | PR-Krieg                  | Freedonia              | 16. Feb. 2005        | 31. Jan. 2011                         | Christopher Misiano | Eli Attie                                                  |
| Fünf Tage vor den Vorwahlen in New Hampshire will Josh seinen Kandidaten Matt Santos dazu drängen, an einer Debatte mit den führenden Kandidaten Bob Russell und John Hoynes teilzunehmen. Plötzlich kommt ihnen die Idee, eine eigene Debatte zu veranstalten. Indem Santos zu seiner Vorbereitung Amy Gardner ins Boot holt, provoziert er ungewollt einen Streit zwischen Josh und seiner ehemaligen Freundin. |           |                           |                        |                      |                                       |                     |                                                            |
| 126 | 16        | Störfaktoren              | Drought Conditions     | 23. Feb. 2005        | 31. Jan. 2011                         | Alex Graves         | Debora Cahn                                                |
| Vizepräsident Russell scheint der führende Kandidat für die Nominierung der demokratischen Partei zu sein. Eine neue Anwärterin hält unterdessen eine eindrucksvolle Rede und beschäftigt die Presse mit ihren Ideen. Josh bemerkt allerdings, dass ihr Gesundheitsplan dem ursprünglichen Vorhaben von Präsident Bartlet auffällig ähnlich ist und kann einen früheren Kollegen als Quelle ausmachen. |           |                           |                        |                      |                                       |                     |                                                            |
| 127 | 17        | Einer dieser Tage...      | A Good Day             | 7. Feb. 2005         | 7. Feb. 2011                          | Richard Schiff      | Carol Flint                                                |
| Santos tüftelt an einem Plan, um das Stammzellen-Gesetz des Präsidenten verabschieden zu können. Eine Gruppe von Mittelschülern, die der Organisation Future Leaders for Democracy angehört, besucht das Weiße Haus. Die Kinder möchten mit Toby über die Senkung des Wahlalters diskutieren. Kate muss sich mit einem drohenden Einfall in Kanada befassen. |           |                           |                        |                      |                                       |                     |                                                            |
| 128 | 18        | Brennpunkt Kalifornien    | La Palabra             | 9. März 2005         | 7. Feb. 2011                          | Jason Ensler        | Eli Attie                                                  |
| Für die letzten Tage vor dem Super Tuesday begibt Santos sich nach Sacramento. Während er auf seine Gesundheitsfürsorge aufmerksam machen will, setzen ihn die Medien bezüglich eines kalifornischen Gesetzes unter Druck. Dieses Gesetz besagt, dass auch illegale Einwanderer einen Führerschein haben dürfen. Russell bleibt Kalifornien deshalb fern, während Hoynes eine Strategie zur Ablenkung fährt. Donna wird derweil befördert und zur Sprecherin der Russell-Kampagne berufen. |           |                           |                        |                      |                                       |                     |                                                            |
| 129 | 19        | Die Kuba-Mission          | Ninety Miles Away      | 16. März 2005        | 14. Feb. 2011                         | Rod Holcomb         | John Sacret Young                                          |
| Leo reist im Rahmen einer geheimen Mission zu einem Treffen mit Fidel Castro nach Kuba, um die belastete Beziehung zwischen den Nationen zu stärken. Derweil erfahren Leo und Kate, dass sie mehr verbindet als die Politik. |           |                           |                        |                      |                                       |                     |                                                            |
| 130 | 20        | Die Moral des Reverends   | In God We Trust        | 23. März 2005        | 14. Feb. 2011                         | Christopher Misiano | Lawrence O’Donnell                                         |
| Arnold Vinick wird von der republikanischen Partei zum Präsidentschaftskandidaten gekürt und beginnt mit der Arbeit für seine Kampagne. Von Bruno Gianelli bekommt er Ratschläge bezüglich der Vizepräsidentschaft und der Kontroverse um Vinicks Glauben. Die Demokraten stecken derweil fest, da sich im Rennen zwischen Russell, dem knapp dahinter liegenden Santos und dem abgeschlagenen Hoynes kein Sieger abzeichnet. |           |                           |                        |                      |                                       |                     |                                                            |
| 131 | 21        | Das Leck                  | Things Fall Apart      | 30. März 2005        | 21. Feb. 2011                         | Nelson McCormick    | Peter Noah                                                 |
| Der von Einigkeit geprägte Parteitag der Republikaner lässt die demokratische Partei chaotisch aussehen, da weiterhin drei Kandidaten um die Nominierung kämpfen. Leo soll auf Befehl des Präsidenten die Kontrolle übernehmen und den Parteitag organisieren. Derweil verliert die internationale Raumstation ISS Sauerstoff. Eine Tatsache, die das Leben dreier Raumfahrer gefährdet. |           |                           |                        |                      |                                       |                     |                                                            |
| 132 | 22        | Der Parteitag             | 2162 Votes             | 6. Apr. 2005         | 21. Feb. 2011                         | Alex Graves         | John Wells                                                 |
| Der Kampf um die demokratische Nominierung für die Präsidentschaftswahlen steht bei der Democratic National Convention vor der Auflösung. Doch als John Hoynes aus dem Rennen aussteigt, wirft plötzlich Gouverneur Eric Baker seinen Hut in den Ring. Leos Versuche, Santos von einer Aufgabe zu überzeugen, scheitern. Nach einer Rede von Santos setzt sich Präsident Bartlet letztlich für Santos an, der daraufhin die letzten nötigen Stimmen erhält. Weiterhin muss sich der Präsident – um die gefährdeten Raumfahrer zu retten – mit dem Start einer geheimen Raumfähre befassen, die eigentlich für die Landesverteidigung zuständig ist. |           |                           |                        |                      |                                       |                     |                                                            |

## Auszeichnungen
Die sechste Staffel wurde bei der Emmy-Verleihung 2005 insgesamt 4-mal nominiert, darunter auch in der Kategorie Beste Dramaserie.
Für die erste Episode der Staffel, Camp David, erhielt Drehbuchautor John Wells einen Humanitas-Preis.